# Haus Velbrück
Haus Velbrück war eine Burg in Metternich, einem Ortsteil von Weilerswist in Nordrhein-Westfalen. 
Das heutige Gut Velbrück wird allgemein als Stammsitz der Fürsten von Metternich-Winneburg angesehen, die bereits um 1325 den wasserumwehrten Hof besaßen.
Die Stammburg der Familie Metternich an der Swist war das Elternhaus von Anna von Metternich und wurde 1545 durch Heirat mit Gerhard von Velbrüggen in die Ehe mit eingebracht. Zur Unterscheidung mit der anderen Burg in Metternich wurde dieses Anwesen dann Haus Velbrück genannt. Die letzten Velbrüggen zu Metternich verkauften das Haus 1692 an Franz Wilhelm von Schönheim, der im gleichen Jahr auch die benachbarte Burg Metternich kaufte. Haus Velbrück erbten dann seine Tochter Anna Maria und ihr Gatte Kaspar von Francken-Sierstorpff. Sie bauten 1720 das Herrenhaus im Barockstil neu. 1800 wurde die Burg an einen neuen Besitzer namens Schäfer verkauft. Über weitere Eigentümer kam das Haus zum heutigen Besitzer, die Familie von Barton genannt von Stedman, ein altes schottisches Adelsgeschlecht. 
Velbrück war ursprünglich eine zweiteilige Wasserburg, deren Gräben von der Swist gespeist wurden. Zwischen dem Gebäude und dem Bach lag eine dreiflügelige Vorburg. Die heute hier stehenden Gebäude sind im 18. und 19. Jahrhundert entstanden.
Das Herrenhaus von 1720 war ein zweigeschossiger verputzter Backsteinbau von sieben Achsen. Der Bau lässt sich mit dem Herrenhaus der Burg Müddersheim vergleichen. Im Zweiten Weltkrieg wurde das Haus zerstört und später abgerissen. Es wurde durch einen eingeschossigen Wohnhausneubau ersetzt. 
In der Hofanlage befindet sich der Sitz von Velbrück GmbH Bücher & Medien mit ihrem Imprint Dittrich Verlag.